# Zhongtang, Chongqing
Zhongtang (kinesiska: 中塘) är en köping i sydvästra Kina. Den ligger i stadsdistriktet Qianjiang i storstadsområdet Chongqing, omkring 220 kilometer öster om det centrala stadsdistriktet Yuzhong. Antalet invånare är 11 324. Befolkningen består av 5 618 kvinnor och 5 706 män. Barn under 15 år utgör 27,0 %, vuxna 15-64 år 59 %, och äldre över 65 år 12,0 %.